# Nazca (città)
Nazca è una città del centro-sud del Perù situata sulla confluenza dei fiumi Aja e Tierras Blancas, da lì a formare il Río Grande.
Nazca appartiene alla Provincia di Nazca, di cui è il capoluogo, e alla Regione di Ica; è situata 445 km a sud della capitale Lima in una stretta valle a circa 588 m s.l.m.

## Geografia fisica

### Clima
Caldo, secco, desertico. Soleggiato durante tutto l'anno, con una temperatura media annuale di 23 °C. In estate la temperatura supera i 30 °C (gennaio-marzo). A causa del suo clima, Nazca è conosciuta come la "città dell'eterna estate".

### Curiosità
A causa del clima molto secco, al tempo dei Nazca, fu realizzata una formidabile opera di ingegneria idraulica (il sistema di acquedotti Nazca), costituita da un sistema di condotte sotterranee che trasportavano l'acqua dalle alture circostanti fino alla città, impedendone l'evaporazione. Tale acquedotto è tutt'oggi utilizzato per l'irrigazione dei terreni agricoli e per uso domestico e alcune parti (ad esempio l'Acquedotto di Cantayo) sono visitabili come attrazione turistica.
La città di Nazca ha recentemente preso la decisione di disperdere i rifiuti cittadini sulla pampa, distruggendo così alcune delle linee di Nazca. Questo ha causato una accesa polemica; a quanto risulterebbe il Sindaco della cittadina, avrebbe autorizzato l'operazione, come protesta contro la mancanza di sussidi a Nazca. Sotto il governo del presidente Alberto Fujimori, la città di Nazca ha ricevuto i fondi per trasformare i canali di irrigazione in siti turistici, ma sembra che il lavoro non sia stato eseguito nel migliore dei modi: alcuni dei punti di accesso ai canali sono stati distrutti e successivamente sostituiti ricostruendoli alla meno peggio. Il presidente Alejandro Toledo ha, per questo motivo, sospeso il sussidio statale.

## Economia e risorse
Nazca è una città molto attiva grazie alla grande affluenza di turisti che visitano quotidianamente le millenarie Linee di Nazca e grazie allo sviluppo agricolo e commerciale della zona.
La città è anche conosciuta per la produzione di un'acquavite di uva, simile al Pisco, destinato al consumo degli schiavi e che fu chiamato "nazca" dagli abitanti locali. Si dice anche che il primo acquavite d'uva (pisco) fu prodotto da uno schiavo nella Hacienda Cahuachi.
Dal punto di vista dei trasporti, Nazca è un importante nodo di comunicazione terrestre del sud del Perù, facendo da connessione tra la Carretera Panamericana (che collega il nord al sud del paese) e la Nazca-Puquio (futura Carretera Interoceánica, che attualmente collega l'oceano Pacifico con l'entroterra peruviano; per il futuro è previsto un collegamento con il Brasile).
Dal 1997 a Nazca è al lavoro la più grande ditta di estrazione dell'oro del Canada. Dal momento che la gente che viveva in questi territori non aveva diritti di proprietà sulla terra, la ditta canadese ha avuto l'appalto senza particolari problemi legali. Da allora ci sono stati alcuni tentativi di legalizzare la proprietà dei cittadini, della loro terra e delle loro proprietà, ma fino ad oggi, ogni tentativo è risultato vano.

## Storia
Esistono due versioni circa la sua fondazione spagnola: una prima versione attribuisce la fondazione ad Alfonso de Mendoza, l'altra al viceré Garcia Hurtado de Mendoza, marchese di Cañete, nel 1591.
Il Comune di Nazca fu costituito il 19 agosto 1821; il 2 luglio del 1855 fu elevato alla categoria di Distretto, trasformandosi poi in provincia il 23 di Gennaio del 1941.

## Attrazioni turistiche

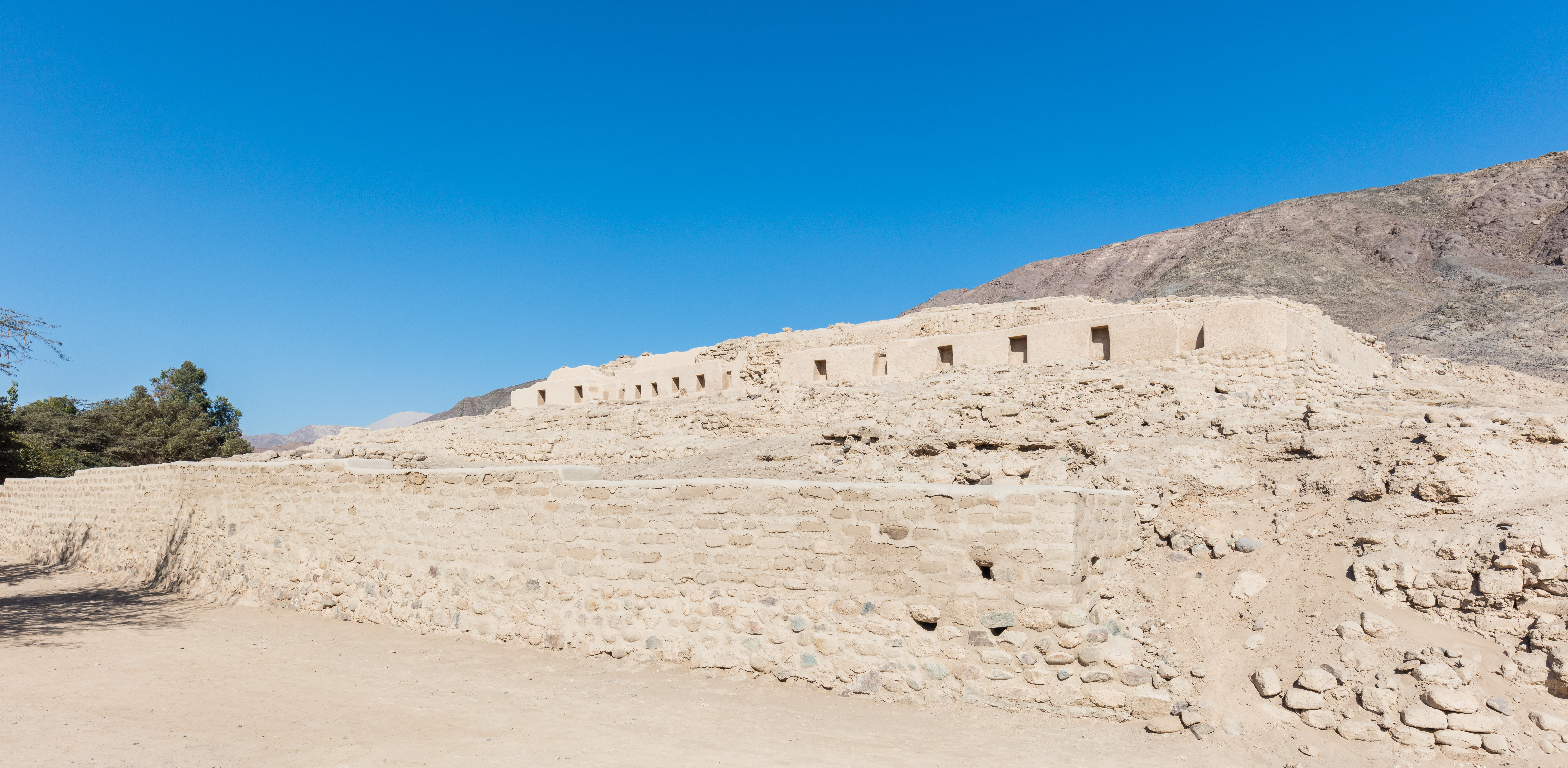
Los Paredones, Nazca.

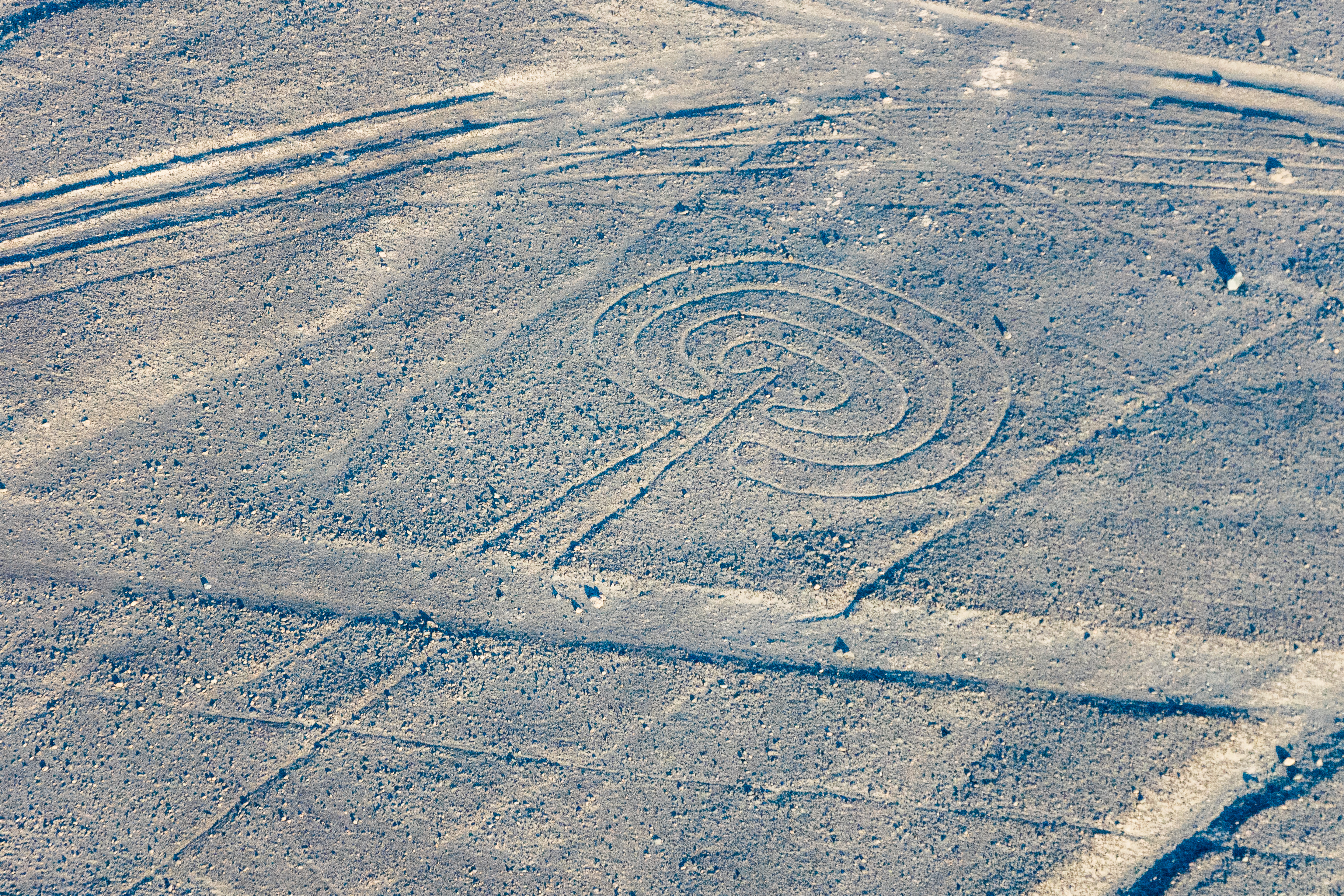
Linee di Nazca, Nazca.

- Linee di Nazca: geoglifi che furono tracciati sulla sabbia delle zone circostanti la città dalla civiltà Nazca. Sono osservabili solo dal cielo.
- Cahuachi: centro cerimoniale della civiltà Nazca che ebbe l'apice dello splendore tra l'1 e il 500 d.C. È situato nella valle del fiume Río Grande de Nazca, a 28 km dalla città. Il suo nome significa "luogo dove vivono i vedenti".
- Cimitero di Chauchilla: situato a circa 30 km dalla città, Contiene mummie, resti ossei e frammenti di ceramica della civiltà Nazca.
- Acquedotto di Cantayo: sistema di condotte sotterranee ancora funzionante che porta acqua alla città dalle alture circostanti.

### Musei
- Museo municipale di Nazca, situato nella piazza d'armi, contiene una collezione di ceramiche, materiale tessile e utensili appartenenti alla civiltà Nazca.
- Museo didáctico Antonini, aperto nel 1999 e gestito dal "Centro italiano studi e ricerche archeologiche precolombiane" (CISRAP), espone reperti recuperati dal Proyecto Nasca, diretto da Giuseppe Orefici a Cahuachi

## Festività
- Festa patronale della "Vergine della Guadalupe", santa patrona di Nazca.
- Anniversario della Provincia di Nazca (23 di Gennaio)

## Gastronomia
Piatti tipici della cucina Nazqueña sono il Bofe (preparato a base di frattaglie di Manzo), la Patita con Mani (zampa di manzo con noccioline americane), Humita de choclo e i Tamales (a base di farina di mais).
Come bibita si consuma la Cachina (liquore a base di mosto), oltre a vari tipi di Vino e Pisco.

## Curiosità
La pianura di Nazca compare anche nel videogioco Illusion of Gaia, dove ha la funzione di punto di partenza per lo Sky Garden, il mezzo di trasporto per la Moon Tribe, una tribù di spiriti. Sulla pianura è raffigurato un grande cigno, corrispondente alla costellazione del Cigno.

### Regioni geografiche
- Provincia di Nazca
- Dipartimento di Ica
- Perù

### Cultura
- Linee di Nazca
- Civiltà Nazca
- Cimitero di Chauchilla
- Cahuachi
- Acquedotto di Cantayo